# 皇家空军第26中队
英国皇家空军26中队成立于1915年，當時成員來自南非空軍。1915年，該部隊被派往东非，並于1916年1月底抵达蒙巴萨。1918年2月，該部隊又被派往英国，1918年7月，該部隊解散。該部隊後來又多次成立，最后一次解散是在1976年。